# 여명의 눈동자
《여명의 눈동자》는 1991년 10월 7일부터 1992년 2월 6일까지 방영된 문화방송 창사 30주년 기념특집극이다.

## 개요
MBC 문화방송이 야심차게 기획한 본 드라마는, 1989년 10월부터 창사 30주년 기념 특집극으로 기획에 들어가 그 다음해인 1990년 5월 3일부터 MBC 정동 스튜디오에서 실내 촬영을 하는 것으로 시작되었다. 당시 총 10권 분량의 소설가 김성종의 동명 소설을 원작으로 극화한 드라마로 기획한 것이다.
1990년 6월부터 해외 촬영을 시작하여 필리핀에서 최대치가 소속된 일본군 제15사단의 부르마(버마) 행군 장면과, 하림이 근무하는 군 야전 병원의 모습을 찍기 위해 사이판의 모습 등을 촬영하였으나 현지 여건상 일본인과 비슷한 사람들을 구하기 쉽지 않아 현지 필리핀 원주민을 엑스트라로 대거 동원하여 극의 여러 장면들을 촬영한 후 성우들의 후시녹음으로 장면을 완성하였다.
특히 1991년 2월, 당시 대한민국과 국교를 아직 맺지 않던 중화인민공화국으로 들어가 하얼빈 교외와 상하이, 난징, 쑤저우, 구이린에서 731 부대, 팔로군 옌안 본부 장면 등을 촬영함으로써 극의 완성도를 높였다. 또한 제주 4·3 항쟁 장면을 찍기 위해 1991년 5월에는 제주도에서 촬영하였다.
방송 시작 전까지 1년 5개월의 긴 사전 제작 기간을 가졌으나 정작 방송 시작 후에도 촬영을 완전히 끝맺지 못하고 마지막 회인 제36부 방송일인 1992년 2월 6일 하루 전날인 2월 5일에서야 마지막 장면인 최대치와 윤여옥의 최후 장면을 촬영하고 방송 시작 10분 전에서야 편집 작업이 마무리되어 제작·촬영의 2년 4개월 간의 일정을 끝맺었다.

## 등장 인물

### 주요 인물
- 채시라 : 윤여옥 역
- 박상원 : 장하림(하리모토 나츠오) 역
- 최재성 : 최대치(사카이) 역

### 여옥의 주변 인물
- 최불암 : 윤홍철 역 - 윤여옥의 아버지
- 한차돌 : 최대운 역 - 최대치와 윤여옥의 아들
- 오연수 : 봉순 역

### 하림의 주변 인물
- 김소원 : 장하림의 어머니 역
- 김동현 : 장경림 역 - 장하림의 형
- 안해숙 : 장경림의 아내 역

### 그 외
- 박근형 : 최두일(스즈키) 역

- 이정길 : 김기문 역

- 장항선 : 오오에 오장 역

- 박인환 : 구보다 일병 역

- 임현식 : 황성철 역

- 홍승옥 : 성철 처 역

- 김흥기 : 미다 요시노리 대위 역

- 고현정 : 안명지 역

- 최현미 : 이경애 역

- 심양홍 : 박창석 변호사 역

- 남성훈 : 백인수 역

- 윤주상 : 70대 시절의 이승만 초대 대통령 역 (60대 시절: 이창환)

1944년~1949년 당시 이승만 대한민국 초대 대통령
- 이창환 : 60대 시절의 이승만 전직 대통령 역

1934년~1943년 당시 이승만 전직 임정 초대 대통령
- 민지환 : 관동군 731부대장 이시이 시로 중장 역

- 김기주 : 일본군 15군 사령관 무다구치 렌야 중장 역

- 김두삼 : 조선인 마루타 역

- 김두삼 : 일본군 군사경찰 담당 헌병 역

- 전운 : 상비대 황 대장 역

- 김인문 : 이민섭 역

- 국정환 : 김덕재[4] 빨치산 대대장 중좌 역

- 윤여정 : 허정숙 역

- 정대홍 : 박태원 역

- 신동훈 : 상비대 선우 조장 역

- 박용수 : 이주환 역

- 변희봉 : 박춘금 역

- 홍성민 : 곽춘부 역

- 이원재 : 조문귀 역

- 김영옥 : 노파 김 노인 역

- 김지영 : 안씨 역

- 김수미 : 강씨 역

- 이숙 : 차씨 역

- 최상훈 : 김 대장 역

- 정진 : 고창대 역

- 남포동 : 부태종 역

- 김영배 : 천타오셴 역

만주국 펑톈 경찰국 방화 및 중국인 양심적 분신 자살자
- 오욱철 : 미나미미야 야스이 역

만주국 펑톈 경찰국 방화 및 일본인 양심적 분신 자살자
- 문회원 : 기요하라 가네타로 역

방화 사건으로 비명횡사하는 만주국 펑톈 경찰국 일본인 국장
- 박상조 : 후칭안 역

방화 사건으로 비명횡사하는 만주국 펑톈 경찰국 중국인 부국장
- 정욱 : 장춘길 역

만주국 펑톈 경찰국 방화 피해로 비명횡사하는 50대 초반 조선인 희생자
- 이정훈 : 노대호 역

만주국 펑톈 경찰국 방화 피해로 비명횡사하는 20대 초반 조선인 희생자
- 유승봉 : 김정식 역

- 이대로 : 안재홍 역

- 최명수 : 조병옥 역

- 박웅 : 노일영 역

- 이효정 : 김익렬 역

- 최병학 : 문 국장 역

미군정청 경찰국 국장
- 박영지 : 오 형사 역

미군정청 예하 형사
- 김영석 : 송 순경 역

미군정청 경찰국 순경
- 박세준 : 문 중위 역

미군정청 통위부 국방경비대 육군 중위
- 정동환 : 김승원 검사 역

전라남도 영광군 토박이 출신의 미군정청 예하 검사
- 이대근 : 박흥식 역

화신백화점 사장
- 정한헌 : 니시하라 역

- 김홍석 : 오오와쿠 역

- 임대호 : 겐지 역

- 김상순 : 관동군사령관 히라따 중장 역

- 김세준 : 관동군사령관 전속부관 요시하루 소좌 역

- 윤철형 : 관동군 731부대 다무라 중위 역

- 이희도 : 관동군 731부대 미술병 오하라 일병 역

- 홍순창 : 관동군 731부대 동물반 이사키 역

- 윤문식 : 고가 역

- 정성모 : 이성도 역

- 정호근 : 권동진 역

- 정명환 : 강균 역

- 송경철 : OSS요원 박일국 역

- 유명순 : 일국 모 역

- 김주영 : 서강천 역

- 김현주 : 가즈꼬 역

장하림의 하숙집 주인 애인 가즈꼬

- 전미선 : 오순애 역

- 이영달 : 순애의 할아버지 역

- 김나운 : 매란 역

- 곽진영 : 임갑생 역

- 정옥선 : 고씨 부인 역

- 이성웅 : 일본 경시청 고등계 야마다 형사 역

- 맹상훈 : 곤노 역

- 이미경 : 하나꼬 역

- 권은아 : 민희 역

- 김길호 : 가즈꼬 아버지 역

- 남영진 : 권중구 역

- 황범식 : 최성근 역

- 임문수 : 공산당 간부 역

- 김기현 : 김기문을 비판하는 공산당 간부 역

- 노영국 : 김호 역

- 한석규 : 서북청년단 단원 1 역

- 차광수 : 서북청년단 단원 2 역

- 임창정 : 길수 역

- 한규희 : 임화 역

- 이만성 : 장상범 역

바이청 관동군 진영을 탈출하여 도주한 조선인 포로
- 서영애 : 신 여사(상범 어멈) 역

- 문미봉 : 김 노파 역

- 김복희 : 송 노파 역

- 데니스 크리스틴 : 아얄티 중령 역

- 한은진 : 금 노파 역

- 정애란 : 방 노파 역

- 김윤형 : 김 대장 역

- 나영진 : 인민위원장 역

- 문용철 : 인민위원회 부위원장 역

- 홍성선 : 인민위원회 완장 청년 역

- 박영태 : 한규희 역

- 김동완 : 관동군 731부대 군의관 역

- 한태일 : 관동군 731부대 장교 역

- 이도련 : 조선군 17방면군 대위 역

- 유퉁 : 관동군 58사령부 참모 역

- 이치우 : 군조 역

- 최용민 : 히로히토 역

- 천호진 : 푸이 역

- 김동수 : 순친왕 짜이펑 역

- 김현직 : 장징후이 역

- 김성일 : 푸제 역

- 박종관 : 정백 역

- 차재홍 : 강 형사 역

- 안진수 : 최천 역

- 김명수 : 김종훈 역

- 박경현 : 엄 취조관 역

- 송영웅 : 야스히토 역

- 신국 : 영친왕 이은 선생 역

- 서권순 : 이은 선생 부인 역

- 김성원 : 린썬 역

- 오승룡 : 관징량 역

- 양택조 : 위안커딩 역

- 이원종 : 류전화 역

- 김성겸 : 장제스 역

- 정혜승 : 쑹메이링 역

- 송기윤 : 장궈빙 역

- 이은철 : 장징궈 역

- 김환교 : 장웨이궈 역

- 송재호 : 쑨커 역

- 유준석 : 쑨즈핑 역

- 윤순홍 : 쑹쯔안 역

- 신귀식 : 다이지타오 역

- 최재호 : 다이안궈 역

- 한상혁 : 궈리바이 역

- 유식 : 왕지춘 역

- 이일웅 : 펑위샹 역

- 이상춘 : 리더취안 역

- 박경득 : 허잉친 역

- 정선일 : 장제 역

- 이재포 : 궈슈자 역

- 김수일 : 주더 역

- 원종례 : 캉커칭 역

- 박주미 : 주민 역

- 유병준 : 마오쩌둥 역

- 박칠용 : 류사오치 역

- 송영창 : 덩샤오핑 역

- 신윤정 : 줘린 역

- 이현두 : 리셴녠 역

- 김응석 : 차이쩌민 역

- 김해권 : 도조 히데키 역

- 김기섭 : 고노에 후미마로 역

- 박종설 : 일본군 헌병 역

- 박종설 : 빨치산 대원 역

- 이진우 : 홍성백 역

상하이 주재 일본군 헌병대 이탈 조선인 학도병
- 김찬우 : 진공팔 역

히라따 관동군사령관에게 밉보여 뺨을 맞는 조선인 학도병
- 오승명 : 배급소 소장 역

- 황윤걸 : 공산당 당원 1 역

- 심우창 : 공산당 당원 2 역

- 이성호 : 공산당 당원 3 역

- 이병식 : 공산당 취조관 1 역

- 김동현 : 공산당 취조관 2 역

- 김동수 : 전라남도 여수 청년 역

- 차윤회 : 제주도 사내 역

- 박형준 : 반민특위 사무실 항의하러온 청년 역

- 구보석 : 빨치산 대원 역

## 제작진
- 기획 - 최종수
- 원작 - 김성종
- 극본 - 송지나
- 작·편곡 - 최경식
- 편집 - 조인형
- 촬영 - 임이랑, 한숙동, 서득원, 조수현
- 촬영보 - 연석돌, 유종수, 최안식
- 조명 - 송문섭
- 조명보 - 김근수, 강호일, 이범호
- 무대 디자인 - 서정남, 성철중, 전진권, 유현상, 백성흠
- 그래픽 디자인 - 김양배
- 타이틀 제작 - 제일기획
- 미술지원 - 김종수, 이영우, 마봉두
- 장치 - 권오룡, 박오순, 전인수
- 사식 - 우상원
- 분장 - 유재영, 김봉천, 장 진
- 미용 - 오순심, 김명춘
- 의상 - 이혜란, 박근성
- 장신구 - 신 걸
- 소도구 - 백공기, 송재호, 강홍대, 이건무
- 특수효과 - 박광남, 민치순, 오희윤
- 기술감독 - 최 천
- VCR 편집 - 이현미
- 중국 촬영협조 - 장보영, Li Production
- 필리핀 촬영협조 - Video Cinema Resources
- 녹화 - 강자중
- 음향 - 김완식
- 영상 - 정원식
- 녹음 - 신기옥, 고희철
- 음악 - 정용국
- 효과 - 김주식, 황창욱, 이종렬, 김기수, 최석봉
- 기록 - 이현미, 권왕례
- 행정 - 이종태, 윤병철
- 섭외 - 박창식
- 진행 - 서정민, 민완식, 정흠문
- 제작지휘 - 이강훈
- 조연출 - 이창순, 이광훈
- 연출 - 김종학
- 해설 - 이봉준
- 제작 - MBC

## 시청률
- 평균 시청률 44.3%를 기록하며 역대 드라마 평균 시청률 8위에 올랐으며, 편당최고 시청률 58.4%를 기록했다.[5]

## 본방송 편성 변경
- 이례적으로 2주 분량인 4회분이 월요일부터 목요일까지(1991년 10월 7일 ~ 10일) 연속 방영되었고, 5회부터는 수·목요일에 정규 방영되었다.[6]
- 마지막회는 1시간 40분 분량으로 방영되었다.

## 재방송 결방 사유 및 편성 변경
- 1992년 11월 28일 : 5시부터 MBC 특별기획 《어린이에게 새생명을》 편성 관계로 3시 50분에 방영 (《토요일 토요일은 즐거워》, 《특종! TV연예》, 《아들과 딸》 결방)
- 1992년 11월 29일 : 7시부터 《아들과 딸》 17회, 18회 연속 편성으로 4시 40분에 방영 (《일요일 일요일 밤에》는 5시 40분에 방영)
- 1992년 12월 5일 : 5시 40분부터 선거방송 《민자당 연설원 연설》 편성 관계로 6시에 방영
- 1992년 12월 12일 : 5시 30분부터 《MBC 대학가요제》 1~3부가 편성되어 3시에 방영 (《특종! TV연예》는 4시 30분에 방영)
- 1992년 12월 19일 : 4시부터 특선영화 《별이 빛나는 밤에》 편성 관계로 3시에 방영
- 1992년 12월 26일 : 6시 40분부터 《MBC 방송대상》 편성 관계로 3시 30분에 방영 (《특종! TV연예》는 4시 40분에 방영)
- 1993년 1월 2일 : 특선 코미디 《미스터 빈》 2부 편성으로 인해 결방
- 1993년 1월 3일 : 특선 코미디 《미스터 빈》 3부 편성으로 인해 결방
- 1993년 2월 7일 : 4시부터 특집 《MBC 권투 세계 헤비급 타이틀전》 편성으로 3시에 방영
- 1993년 3월 7일 : 5시 10분부터 세계 청소년축구 《한국 VS 영국》 중계방송으로 인해 결방
- 1993년 3월 27일 : 5시 10분에 방영

## 수상 경력
- 1991년 MBC 연기대상 남자 최우수상 - 최재성
- 1991년 MBC 연기대상 여자 최우수상 - 채시라
- 1992년 제28회 백상예술대상 TV부문 대상
- 1992년 제28회 백상예술대상 TV부문 작품상
- 1992년 제28회 백상예술대상 TV부문 남자 연기상 - 최재성
- 1992년 제28회 백상예술대상 TV부문 여자 연기상 - 채시라
- 1992년 제28회 백상예술대상 TV부문 연출상 - 김종학
- 1992년 제28회 백상예술대상 TV부문 기술상(촬영) - 조수현
- 1992년 제28회 백상예술대상 TV부문 남자 인기상 - 박상원
- 1992년 제19회 한국방송대상 TV드라마부문 최우수작품상
- 1992년 제19회 한국방송대상 TV부문 프로듀서상 - 김종학
- 1992년 제19회 한국방송대상 TV부문 미술상 - 윤상준

## OST
《여명의 눈동자》 OST는 작곡가 최경식이 작·편곡하였고 모스크바 방송 교향악단이 연주를 하였다.

## 참고 사항

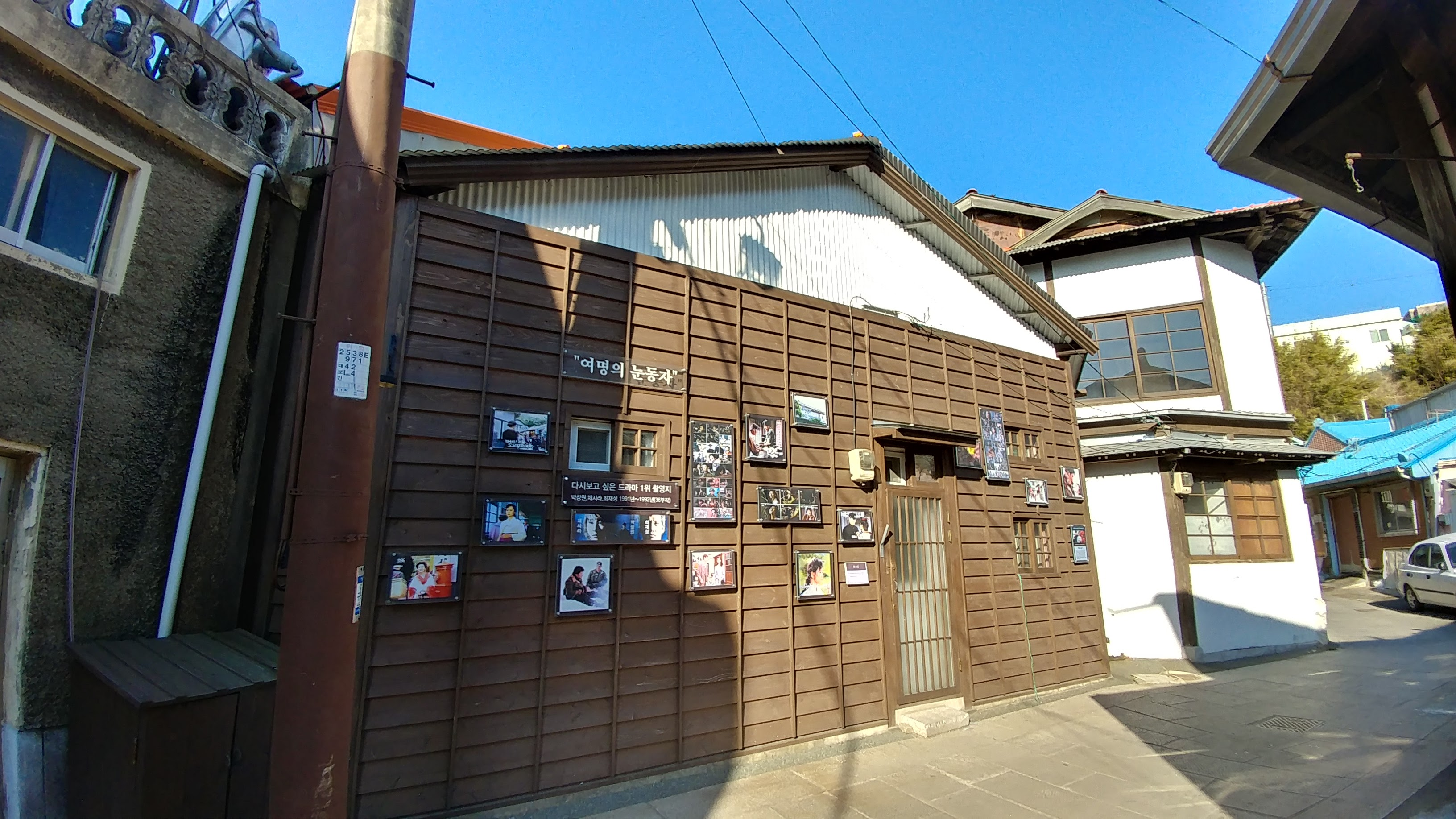
구룡포 일본인 가옥거리에 위치한 여명의 눈동자 촬영건물

- 당초 윤여옥 역은 김미숙, 안명지 역은 배종옥이 맡을 뻔 했지만 개인사정으로 고사하였다.
- 줄곧 KBS 드라마에 출연해 오던 최재성이 1990년 KBS 사태 후 다른 방송사로 옮겨 처음 출연한 드라마이기도 했으며[8] 최재성은 《여명의 눈동자》 이후 타방송사에서만 활동해 오다가 <아씨>로 KBS 복귀를 했다.
- 총 제작기간이 2년 4개월, 출연자와 엑스트라가 모두 21,000명이다.
- 처음으로 제주4.3사건, 위안부 등을 다루었으며 또한 연출기법 등에 화제가 되었다.[9]
- 극중 최대치가 뱀을 뜯어먹는 장면은 실제로 배우 최재성이 살아있는 뱀을 뜯는 법을 배워서 직접 껍질을 벗기면서 먹는 장면을 촬영하였으며, 그 후 뱀의 비린내로 고생하였다 한다.
- 최대치와 윤여옥이 난징에서 헤어지기 전 철조망을 사이에 두고 나눈 키스신, 소위 '철조망 키스신'은 아직까지도 많은 이들로부터 명장면으로 꼽힌다.[10][11]
- 1992년 2월 25일 채시라는 모교 동국대학교 졸업식에서 '여옥 역을 맡아 학교의 명예를 드높인 점'을 인정받아 민병천 당시 동국대 총장으로부터 공로상을 받았다.[12]
- 한 고등학교에서는 시청을 권장하는 내용의 훈화가 있었으며, 일부 학교에서는 역사교육 자료의 일환으로 녹화테이프 제공 요청이 있었다.[13]
- 4·3항쟁을 다룬 내용이 방영된 뒤 문화방송에 제주도민들로부터 “이 사건을 TV에서 다루어준 것만으로도 감사한다”라는 격려의 전화가 쇄도하였다.[14]
- 극 중 일본어, 중국어, 영어가 나올 때 자막처리를 함으로써 ‘국제적 수준의 드라마로구나’라는 쾌감을 느끼게 했다는 평가도 있다.[14] 당시 《여명의 눈동자》 스페셜 다큐멘터리에 출연해 인터뷰를 한 중앙대학교 영화학과 김정옥 교수는 시간에 쫓기지 않고 미리 3분의 2 이상의 분량을 만들어서 완벽성을 추구하려 했다는 점에서 높은 점수를 주었다고 말했다.
- 구성에 있어서는 몇 가지 상투적 기법이 사용되었고, 또한 위안부의 모습을 너무 감상적으로 그렸다는 평가까지 나왔다. 또한 당시 흔하지 않았던 드라마 속의 키스신, 731부대의 잔인한 생체실험 장면이나, 뱀을 산 채로 뜯어먹는 등의 자극적이고 참혹한 장면이 과연 안방드라마로 적합한가에 대한 논란이 있었으며 방송위원회가 각종 제재조치를 가하기도 했다.[14]
- 소설가 김성종의 《여명의 눈동자》를 원작으로 제작되었다. 총 36부작으로 회당 50분 내외로 방영되었지만 중국과 필리핀 등에서 현지 로케이션으로 총 제작비 72억 원, 회당 제작비 2억 원이 들었다.[3]
- 대한민국-일본 공동 케이블 KNTV를 통해서 방송된 바 있다.

## 고증 오류
- 일제강점기인 1940년대 일제의 강제징용 이야기를 그렸지만, 8.15 광복 묘사[주해 1], 부민관 의거, 해방 후 좌우 대립 등의 고증 관련 오류가 있다.
- 현준혁은 조만식과 함께 소련군정장관 로마넨코(A.A. Romanenko)가 있는 사령부에 들렀다가 돌아가던 중 평양시청 앞에서 백의사의 백관옥에게 암살당했지만 극중에서 군중들 사이에 연설 중 저격 맞는 것으로 나온다.
- 9월 총파업 당시 농성중이던 철도노동자 1,00명 검거, 간부 3명이 사망했지만, 극중에서 전평계 노조간부 16명 검거, 노동자 1,200명 검거, 2명 사망, 노동자들에 의해 스스로 미군정에 대한 항쟁한 것으로 나온다.
- 1945년 7월 부민관 사건은 다이너마이트를 설치해서 폭파하면서 사망한 사람이 없이 대회장을 아수라장이 된 사건이자만 극중에서 OSS의 지시[15]로 폭탄을 투척하여 사망 1명, 중경상 2명으로 나오며 부민관 건물 고증도 틀리게 나온다.

## 주해
1. ↑  8월 16일에 정치범들이 석방되었지만, 극 중에서는 8월 15일 서대문 형무소에서 정치범들이 석방하는 것으로 묘사된다.